# Faruq (nom)
Faruq és un nom masculí àrab —en àrab فاروق, Fārūq— que literalment significa ‘que distingeix la veritat de la mentida’, o també ‘sagaç’. Si bé Faruq és la transcripció normativa en català del nom en àrab clàssic, és molt habitual modernament la transcripció Faruk, així com se'l pot trobar transcrit Farooq, Farouk, Farook, Faruk, Faroeq, Farouq… Aquest nom també el duen musulmans no arabòfons que l'han adaptat a les característiques fòniques i gràfiques de la seva llengua: en albanès, bosnià i turc, Faruk.
Vegeu aquí personatges i llocs que duen aquest nom.